# فلورانس اسکاول شین
فلورانس اسکاول شین (انگلیسی: Florence Scovel Shinn؛ ۲۴ سپتامبر ۱۸۷۱ – ۱۷ اکتبر ۱۹۴۰) هنرمند و تصویرگر کتاب اهل ایالات متحده آمریکا بود که در سال‌های میانی عمر خود تبدیل به یک معلم مذهبی تفکر نوین و نویسندهٔ ماوراءالطبیعه شد.در محیط‌های تفکر نوین، شین به خاطر کتاب اولیه‌اش «بازی زندگی و چگونگی بازی کردن آن» (۱۹۲۵) شناخته می‌شود. او فکر خود را به این صورت بیان می‌کند:
نیروهای نامرئی همواره برای انسان کار می‌کنند که همیشه خودش رشته‌ها را می‌کشد، اگرچه او از این موضوع آگاه نیست. به دلیل قدرت ارتعاشی کلمات، هر چه انسان بیان می‌کند، شروع به جذب آن می‌کند.— بازی زندگی، فلورنس اسکوول شین

## دوران کودکی
فلورنس اسکوول در کمدن، نیوجرسی متولد شد. او دختر آلدن کورتلندت اسکوول و امیلی هاپکینسون اسکوول بود. پدربزرگ چهارم او، فرانسیس هاپکینسون، امضایی بر روی اعلان استقلال آمریکا داشت، وی نخستین آهنگساز آمریکایی به ثبت رسیده است. او در فیلادلفیا تحصیل کرد و به آکادمی هنرهای زیبای پنسیلوانیا رفت و در آنجا با شوهر آینده‌اش، هنرمند اورت شین که در سال‌های ۱۸۷۶ تا ۱۹۵۳ زندگی کرد، آشنا شد. پس از ازدواج، به یک آپارتمان در آدرس ۱۱۲ ویورلی پلاک، نزدیک میدان واشینگتن در نیویورک اسکویر نقل مکان کردند. اورت نمایشگاهی را در کنار همین آپارتمان بنا کرد و سه نمایشنامه نوشت که فلورنس در آن‌ها نقش اصلی را بازی کرد. آن‌ها تابستان‌های خود را در پلینفیلد (کلونی هنری کورنیش)، نیوهمپشایر، در یک خانه به سبک کلونیال که توسط همسرش طراحی شده بود، سپری می‌کردند. فلورنس و اورت در سال ۱۹۱۲ از هم جدا شدند.

## آثار

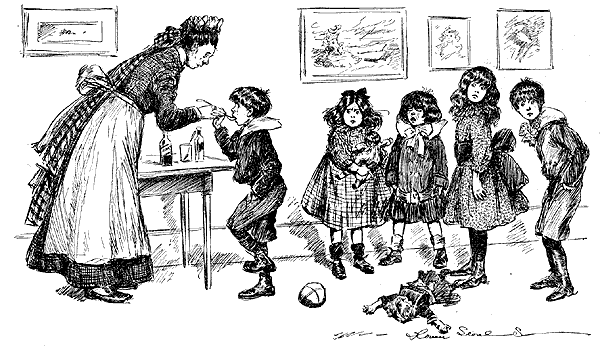
طرحی از اسکاول شین چاپ شده در مجله هاپر، اوت ۱۹۰۳

کتاب‌های اسکاول شین در آمریکا، و برخی کشورهای اروپایی و ایران چاپ شده است. انتشارات کتابسرا از سال ۱۳۷۳ و همچنین نشر پیکان از سال ۱۳۸۱ به نشر این کتاب به زبان فارسی پرداخته‌اند.

## نقد
امت فاکس (Emmet Fox) دربارهٔ فلورانس اسکاول شین می‌گوید: بزرگ‌ترین راز موفقیت او همیشه خودش بود همواره ساده، بی‌تکلف، صمیمی و شوخ‌طبع.
از دیدگاه برخی از نقدکنندگان شیعه، وی دارای نواقصی دربرداشت از ادیان ابراهیمی است.
بیشترین و اصلی‌ترین میزان تضاد وی با ادیان ابراهیمی اعم از مسیحیت و یهود اعتقاد به تناسخ است.
اولین بار و چندی پیش از این فرقه، انجمن تئوصوفی تلاش کرد تا تناسخ را در میان مسیحیان رواج دهد.

## چند جمله از این نویسنده
- هر آنچه آدمی احساس یا به روشنی مجسم کند بر ذهن نیمه هشیار اثر می‌گذارد و مو به مو در صحنه زندگی ظاهر می‌شود.
- جز تردید و هراس، هیچ چیز نمی‌تواند میان انسان و بزرگ‌ترین آرمان‌ها یا مرادهای دلش فاصله ایجاد کند.
- اصولاً هر مرضی حاصل ذهنی ناآرام است.
- شر زاییده خیالات نادرست آدمی است، و حاصل اعتقاد به دو قدرت: خیر و شر به جای اعتقاد به یک قدرت یعنی خدا.
- تنها آن چیزهایی را به خود جذب می‌کنید که بی‌نهایت به آن می‌اندیشید.
- جایی هست که غیر از تو هیچ‌کس نمی‌تواند آن را پر کند و کاری هست که غیر از تو هیچ‌کس نمی‌تواند آن را انجام دهد.

## برگردان آثار به فارسی
چهار اثر از فلورانس اسکاول شین
این کتاب تلفیق چهار اثر از این نویسنده است. این چهار اثر به ترتیب زمان عبارت‌اند از: بازی زندگی و راه این بازی (۱۹۲۵)، کلام تو عصای معجزه گر تو است (۱۹۲۸)، در مخفی توفیق (۱۹۴۰) و نفوذ کلام (۱۹۵۹). این چهار کتاب در قالب کتاب چهار اثر از فلورانس اسکاول شین در سال ۱۳۸۱ به اهتمام گیتی خوشدل ترجمه شد. این کتاب ۳۶۱ صفحه دارد.